# Ata-Schurt
Ata-Schurt (kirgisisch Атажурт; russisch Ата-Журт; auf deutsch Vaterland; andere Transkription Ata-Jurt) ist eine nationalkonservative politische Partei aus Kirgistan. Sie wurde im Oktober 2010 von Kamtschibek Taschijew angeführt.
Sie wurde am 9. Dezember 2004, noch vor der Tulpenrevolution, von Rosa Otunbajewa gegründet und wird mit dem ehemaligen kirgisischen Präsidenten Kurmanbek Bakijew assoziiert.

## Wahlen
Am 6. Oktober 2010, vier Tage vor der Parlamentswahl in Kirgisistan 2010, wurde die Zentrale der Partei von Protestierenden besetzt, die deren Ausschluss von den Wahlen forderten. Sie forderten außerdem eine Bestrafung der Parteimitglieder, die für die tödlichen Schüsse auf Demonstranten im April 2010 bei der Machtübernahme der Übergangsregierung verantwortlich sein sollen. Die Partei lag nach Auszählung bei den Wahlen zum Dschogorku Kengesch von 84 % der Stimmen mit 15,41 % vor der Sozialdemokratischen Partei Kirgisistans in Führung, jedoch erlitten sie einen Verlust von knapp 47 % im Vergleich zur vorherigen Wahl drei Jahre zuvor. Nach der Wahl bildeten sie eine Dreierkoalition mit den Sozialdemokraten und der Respublika und ließen Achmatbek Keldibekow zum Regierungschef wählen.
Fünf Jahre später, bei den Wahlen im Jahre 2015, schloss sich die Ata-Schurt mit der Respublika zu einer Allianz zusammen, wodurch sie zum größten politischen Gegner der Sozialdemokraten wurden und insgesamt 20,08 % und 28 Sitze im Parlament erlangten.
Bei den Wahlen 2020 unterstützte sie die Mekenim Kirgisistan.